# Колбасы (село)
Колбасы (каз. Қолбасы) — село в Каркаралинском районе Карагандинской области Казахстана. Входит в состав аульного округа Ныгмет. Код КАТО — 354875500.

## Население
В 1999 году население села составляло 113 человек (60 мужчин и 53 женщины). По данным переписи 2009 года, в селе проживало 50 человек (29 мужчин и 21 женщина).